# Lac de Caillauas
Le lac de Caillauas ou de Caillaouas est un lac de barrage français situé administrativement dans la commune de Loudenvielle dans le département des Hautes-Pyrénées en région  Occitanie.
Le lac a une superficie de 45 ha pour une altitude de 2 160 m, il atteint une profondeur de 101 m.

## Toponymie
De l'occitan caillaouas qui signifie « pierrier » ou « rocher isolé ».

## Géographie
Le lac est situé en vallée du Louron dans le vallon des Gourgs Blancs.
Il se trouve dans le sud-est du département français des Hautes-Pyrénées proche de la Haute-Garonne et de la frontière franco-espagnole.
Il est entouré de nombreux pics comme le pic des Hermitans (2 848 m), le pic des Isclots (2 924 m), le pic Spont (2 944 m), le pic Belloc (3 008 m), le pic des Spijeoles (3 065 m), le pic du Hourgade (2 964 m) entre la montagne de Caillauas et la crête de Quartau.

### Topographie
|                              | Pic de Hourgade (2 964 m) |                             |
| Refuge de la Soula (1 690 m) | lac de Caillauas          | Pic des Hermitans (2 848 m) |
|                              | Pic de Lègnes (2 546 m)   |                             |

### Hydrologie
Le barrage donne naissance à la Neste de Caillauas et permet de faire fonctionner une centrale électrique en contrebas au niveau du refuge de la Soula.
Il mesure 19 m de haut et 100 m de long. La retenue est de 18millions de mètres cubes d'eau. La surface de son bassin versant est de 6,7 km2.

## Histoire
Au XIXe siècle, on y trouvait fréquemment des truites.
Le barrage fut mis en service en 1940.
La SHEM (société hydroélectrique du midi) a fait construire trois téléphériques pour rejoindre le lac de Caillauas.

## Protection environnementale
Le lac fait partie d'une zone naturelle protégée, classée ZNIEFF de type 2 : vallée du Louron.

## Voies d'accès
Pour atteindre le lac, au départ du pont de Prat à la centrale hydroélectrique de Tramezaygues, il faut traverser les gorges de Clarabide par un chemin très escarpé jusqu'à la construction d'un chemin plus sûr construit par les Ponts et Chaussées, et rejoindre le refuge de la Soula.